# One Love (album Davida Guetty)
One Love – czwarty studyjny album Davida Guetty. Album został wydany 24 sierpnia 2009 r. Pierwszym singlem promującym płytę był utwór "When Love Takes Over", nagrany wspólnie z Kelly Rowland, który dotarł na pierwsze miejsce wielu światowych list przebojów. Następnie został wydany utwór "Sexy Bitch", nagrany wspólnie z Akonem, który osiągnął jeszcze większy sukces.

## Lista utworów

### One Love
1. "When Love Takes Over" (feat. Kelly Rowland)
2. "Gettin' Over" (feat. Chris Willis)
3. "Sexy Bitch" (feat. Akon)
4. "Memories" (feat. Kid Cudi)
5. "On the Dancefloor" (feat. will.i.am & apl.de.ap)
6. "It's the Way You Love Me" (feat. Kelly Rowland)
7. "Missing You" (feat. Novel)
8. "Choose" (feat. Ne-Yo & Kelly Rowland)
9. "How Soon Is Now" (David Guetta, Sebastian Ingrosso & Dirty South feat. Julie McKnight)
10. "I Gotta Feeling (FMIF Remix Edit)" (The Black Eyed Peas)
11. "One Love" (feat. Estelle)
12. "I Wanna Go Crazy" (feat. will.i.am)
13. "Sound of Letting Go" (feat. Chris Willis)
14. "Toyfriend" (feat. Wynter Gordon)
15. "If We Ever" (feat. Makeba)

### One More Love

#### CD1
1. "When Love Takes Over" (feat. Kelly Rowland)
2. "Gettin' Over" (feat. Chris Willis)
3. "Sexy Bitch" (feat. Akon)
4. "Memories" (feat. Kid Cudi)
5. "On the Dancefloor" (feat. will.i.am & apl de ap)
6. "It's the Way You Love Me" (feat. Kelly Rowland)
7. "Missing You" (feat. Novel)
8. "Choose" (feat. Ne-Yo & Kelly Rowland)
9. "How Soon Is Now" (David Guetta, Sebastian Ingrosso & Dirty South feat. Julie McKnight)
10. "I Gotta Feeling (FMIF Remix Edit)" (The Black Eyed Peas)
11. "One Love" (feat. Estelle)
12. "I Wanna Go Crazy" (feat. will.i.am)
13. "Sound of Letting Go" (feat. Chris Willis)
14. "Toyfriend" (feat. Wynter Gordon)
15. "If We Ever" (feat. Makeba)

#### CD2
1. "Who's That Chick?" (feat. Rihanna)
2. "Gettin' Over You" (feat. Chris Willis, Fergie & LMFAO)
3. "Revolver (One Love Remix)" (Madonna feat. Lil Wayne)
4. "Commander" (Kelly Rowland feat. David Guetta)
5. "Acapella" (Kelis)
6. "Missing You (New Version)" (feat. Novel)
7. "Louder Than Words" (David Guetta & Afrojack feat. Niles Mason)
8. "Freak" (Estelle feat. Kardinal Offishall)
9. "Sexy Bitch (Chuckie & Lil Jon Remix)  (feat. Akon)
10. "GRRRR"
11. "Love Don't Let Me Go (Walking Away)" (David Guetta vs. The Egg feat. Chris Willis)
12. "The World Is Mine" (feat. JD Davis)
13. "Love Is Gone" (feat. Chris Willis)

## Notowania
| Kraj/Region | Pozycja | Status  | Sprzedaż |
| ----------- | ------- | ------- | -------- |
| Węgry       | 1       | platyna | 10 000   |